# Národní park Kuraja
Národní park Kuraja (arabsky الحديقة الوطنية قورايا) je jeden z pobřežních národních parků v Alžírsku. Nachází se na severu provincie Bidžája, severovýchodně od jejího hlavního města Bidžája. Díky velkému množství pláží a útesů se stal oblíbeným turistickým cílem mnoha Alžířanů.

## Historie
Park se stal alžírským národním parkem v roce 1984 a v roce 2004 byl zapsán na seznam UNESCO jako biosférická rezervace.

## Popis
Název parku je odvozen od hory Kuraja (660 m n. m.), která se zde nachází. Nadmořská výška v rezervaci se pohybuje mezi 135 až 660 metry nad mořem. V parku se také rozkládá jezero Mizzaja. Zdejší půda je tvořena dolomitickým vápencem, což je hornina složená z dolomitu a převládajícího vápence.

## Populace
V národním parku Kuraja žije ve 13 osadách 1655 obyvatel, vesměs berberského původu.

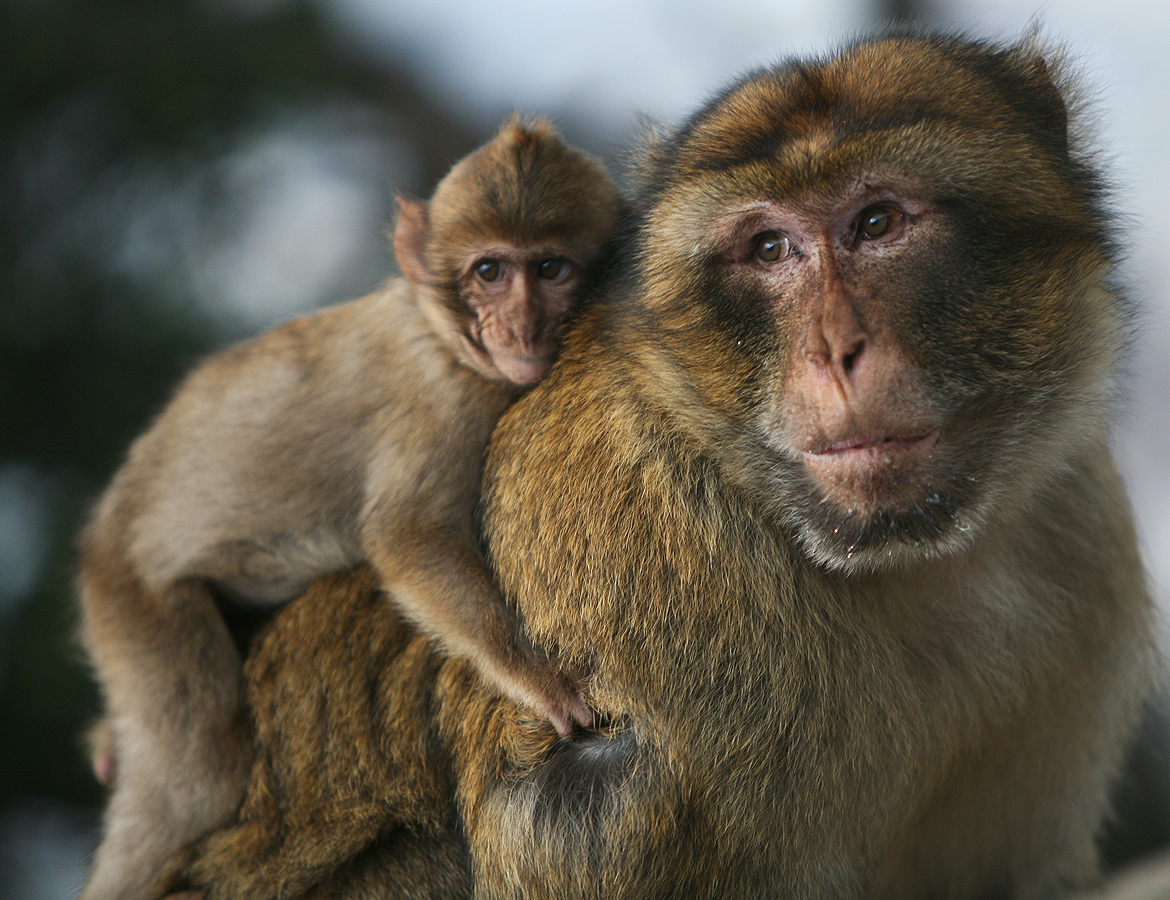
Makakové žijící v lesích parku Kuraja.

## Příroda
Park je domovem mnoha rozmanitých druhů rostlin a živočichů, včetně magotů bezocasých a šakalů, kteří žijí ve zdejších lesích. Makak magot neboli magot bezocasý je primát s velmi omezenou oblastí rozšíření v částech severozápadní severní Afriky, s oddělenou kolonií na Gibraltaru.
Různorodost života parku tvoří 1709 druhů, z nichž 533 jsou rostliny a 1156 volně žijící živočichové. Z toho počtu je 67 druhů chráněných – 33 druhů ptáků, 20 druhů bezobratlých, 10 druhů savců, 3 druhy rostlin a 1 druh plaza. 
Bohatství flóry a fauny v mořské zóně parku představuje 211 druhů ryb, 173 druhů zooplanktonu, 55 druhů fytoplanktonu a 5 druhů savců.